# Gonomyia faria
Gonomyia faria är en tvåvingeart som beskrevs av Jaroslav Stary och Amnon Freidberg 2007. Gonomyia faria ingår i släktet Gonomyia och familjen småharkrankar.
Artens utbredningsområde är Israel. Inga underarter finns listade i Catalogue of Life.